# ジョージ・サラグッド
ジョージ・サラグッド（George Thorogood, 1950年2月24日 - ）は、アメリカ合衆国デラウェア州ウィルミントン出身のブルース・ロック・ギタリストである。特徴的なだみ声と力強いギターサウンドで知られており、1980年代にはハンク・ウィリアムズやエイモス・ミルバーンらの50年代以前のブルースをハードロック的に再構築して一世を風靡した。1982年に発表したバッド・トゥ・ザ・ボーンという曲は映画『ターミネーター2』で服を奪い取ったT-800がバーから出てくるシーンで使用されたためかなり有名であり、以来この曲は不良的なキャラクターを印象付けるために映画で繰り返し使用されている。

## 来歴
サラグッドは、1970年にジョンP.ハモンドのコンサートに触発された後、ロバート・ジョンソンとエルモア・ジェイムスのスタイルでソロアコースティックパフォーマーとしてのキャリアを開始した。1973年に、彼は高校の友人でドラマーのジェフ・サイモンとバンド、デラウェア・デストロイヤーズを結成した。他のプレーヤーを加入させDelaware Destroyersは、シカゴブルースとロックンロールのミックスであるサウンドを開発した。バンドの最初のショーは、デラウェア大学のバーと、デラウェア州ニューアークの会場で行われた。最終的に、バンドの名前はDestroyersに短縮された。この間、サラグッドはハウンドドッグテイラーのローディーとして働いて収入を補った。
彼のデモは1974年に録音されたが、1979年までリリースされなかった。彼のメジャーレコーディングデビューは、1977年にリリースされたアルバム『George Thorogood and the Destroyers』である。このアルバムにはカバー曲「ワン・バーボン、ワン・スコッチ、ワン・ビア」が収録された。1978年、彼は『Destroyers』というタイトルの次のアルバムをリリースした。セカンドアルバムは「ムーブ・イット・オン・オーバー」のリメイクを含んでいた。彼は1982年にそれらのレコーディングに続いて、オリジナル曲「バッド・トゥ・ザ・ボーン」を含むアルバムを発表した。